# Eleutherodactylus rhodesi
Eleutherodactylus rhodesi är en groddjursart som beskrevs av Schwartz 1980. Eleutherodactylus rhodesi ingår i släktet Eleutherodactylus och familjen Eleutherodactylidae. IUCN kategoriserar arten globalt som akut hotad. Inga underarter finns listade i Catalogue of Life.